# Saint-Médard-d'Aunis
Saint-Médard-d'Aunis és un municipi francès situat al departament del Charente Marítim i a la regió de la Nova Aquitània. L'any 2007 tenia 1.558 habitants.

## Demografia

### Població
El 2007 la població de fet de Saint-Médard-d'Aunis era de 1.558 persones. Hi havia 563 famílies de les quals 86 eren unipersonals (36 homes vivint sols i 50 dones vivint soles), 185 parelles sense fills, 260 parelles amb fills i 32 famílies monoparentals amb fills.
La població ha evolucionat segons el següent gràfic:
Habitants censats

### Habitatges
El 2007 hi havia 618 habitatges, 568 eren l'habitatge principal de la família, 16 eren segones residències i 34 estaven desocupats. 608 eren cases i 10 eren apartaments. Dels 568 habitatges principals, 464 estaven ocupats pels seus propietaris, 101 estaven llogats i ocupats pels llogaters i 3 estaven cedits a títol gratuït; 3 tenien una cambra, 15 en tenien dues, 65 en tenien tres, 182 en tenien quatre i 303 en tenien cinc o més. 518 habitatges disposaven pel capbaix d'una plaça de pàrquing. A 214 habitatges hi havia un automòbil i a 334 n'hi havia dos o més.

### Piràmide de població
La piràmide de població per edats i sexe el 2009 era:
| Homes | Edats   | Dones |
| ----- | ------- | ----- |
| 0     | 95 o +  | 4     |
| 4     | 90 a 94 | 4     |
| 4     | 85 a 89 | 4     |
| 0     | 80 a 84 | 8     |
| 8     | 75 a 79 | 12    |
| 24    | 70 a 74 | 24    |
| 20    | 65 a 69 | 24    |
| 24    | 60 a 64 | 12    |
| 20    | 55 a 59 | 4     |
| 72    | 50 a 54 | 60    |
| 56    | 45 a 49 | 68    |
| 60    | 40 a 44 | 44    |
| 56    | 35 a 39 | 52    |
| 44    | 30 a 34 | 60    |
| 24    | 25 a 29 | 44    |
| 40    | 20 a 24 | 16    |
| 52    | 15 a 19 | 44    |
| 56    | 10 a 14 | 56    |
| 16    | 5 a 9   | 40    |
| 56    | 0 a 4   | 28    |

## Economia
El 2007 la població en edat de treballar era de 1.045 persones, 830 eren actives i 215 eren inactives. De les 830 persones actives 775 estaven ocupades (395 homes i 380 dones) i 55 estaven aturades (26 homes i 29 dones). De les 215 persones inactives 92 estaven jubilades, 77 estaven estudiant i 46 estaven classificades com a «altres inactius».

### Ingressos
El 2009 a Saint-Médard-d'Aunis hi havia 626 unitats fiscals que integraven 1.752 persones, la mediana anual d'ingressos fiscals per persona era de 18.848 €.

### Activitats econòmiques
Dels 83 establiments que hi havia el 2007, 1 era d'una empresa extractiva, 2 d'empreses de fabricació de material elèctric, 3 d'empreses de fabricació d'elements pel transport, 4 d'empreses de fabricació d'altres productes industrials, 29 d'empreses de construcció, 20 d'empreses de comerç i reparació d'automòbils, 2 d'empreses de transport, 2 d'empreses d'hostatgeria i restauració, 2 d'empreses d'informació i comunicació, 3 d'empreses immobiliàries, 9 d'empreses de serveis, 4 d'entitats de l'administració pública i 2 d'empreses classificades com a «altres activitats de serveis».
Dels 26 establiments de servei als particulars que hi havia el 2009, 2 eren tallers de reparació d'automòbils i de material agrícola, 1 establiment de lloguer de cotxes, 7 paletes, 3 guixaires pintors, 6 fusteries, 2 lampisteries, 1 electricista, 1 perruqueria, 1 restaurant, 1 agència immobiliària i 1 saló de bellesa.
L'únic establiment comercial que hi havia el 2009 era una botiga de menys de 120 m².
L'any 2000 a Saint-Médard-d'Aunis hi havia 32 explotacions agrícoles que ocupaven un total de 1.900 hectàrees.

## Equipaments sanitaris i escolars
El 2009 hi havia una escola elemental.

## Poblacions més properes
El següent diagrama mostra les poblacions més properes.